# Prosperita Open 2004
Il Prosperita Open 2004 è stato un torneo di tennis facente parte della categoria ATP Challenger Series nell'ambito dell'ATP Challenger Series 2004. Il torneo si è giocato a Ostrava in Repubblica Ceca dal 3 al 9 maggio 2004 su campi in terra rossa.

## Vincitori

### Singolare
Janko Tipsarević ha battuto in finale  Peter Luczak con il punteggio di 6–3, 7–6(5)

### Doppio
Tuomas Ketola /  Petr Pála hanno battuto in finale  Łukasz Kubot /  Tomáš Zíb con il punteggio di 6–4, 6–4